# 카솔리
카솔리(이탈리아어: Casoli)는 이탈리아 아브루초주 키에티도에 있는 코무네이다.

## 역사
이곳은 원래 카라케니족의 도시였던 클루비아이였다. 6세기경에 이곳은 랑고바르드족들에게 정복당했을 것으로 추정된다.
878년경에 몬테카시노 수도원에서 작성되어 보관 중인 Memoriatorium abbatis Berthari에서 중세 시대의 이름인 카스트리 데 카술레(castri de Casule)라는 명칭으로 처음으로 언급된다.

## 자매 도시
- 오스트레일리아 캐닝